# MangaGamer
MangaGamer ist ein Videospielverlag, der sich auf die englische Lokalisierung und den Vertrieb von japanischen Visual Novels spezialisiert hat. Er wird von dem in Japan ansässigen Unternehmen Japan Animation Contents betrieben.

## Geschichte
MangaGamer wurde ursprünglich von Hiroshi Takeuchi, auch bekannt unter seinem Pseudonym „Bamboo“ und Präsident der japanischen Erogē-Entwicklungsfirma Overdrive, als Unternehmen für den Verkauf japanischer Visual Novels im Ausland gegründet. Aufgrund der damit verbundenen Kosten überzeugte er mehrere andere japanische Erogē-Entwickler (Tarte, Nexton und Circus), sich an einem Joint Venture zu beteiligen. Aufgrund dieses Aufbaus bestand das anfängliche Verlagsangebot aus Titeln, die von Unternehmen produziert wurden, die an der Gründung von MangaGamer beteiligt waren. Diese frühen Titel wurden von japanischen Muttersprachlern übersetzt, die an den Muttergesellschaften beteiligt waren, was zu einer minderwertigen Qualität führte. Nach Beschwerden von Fans wurde angekündigt, dass eine komplette Neuübersetzung von Edelweiss in Arbeit ist. Ab Soul Link wurden Übersetzung und Lektorat von einem internationalen Team englischer Muttersprachler übernommen, was zu einer Qualitätssteigerung führte. Das Unternehmen selbst wird von einem Verwandten Takeuchis geleitet, und ein Großteil der japanischen Mitarbeiter ist auf die beteiligten japanischen Unternehmen verteilt.
Auf ihrem Panel auf der Otakon 2011 gab MangaGamer bekannt, dass sie ihr Geschäft auf den digitalen Vertrieb von erotischen Mangas (des japanischen Verlags Akane Shinsha) und Animes (von Discovery) ausweiten werden.

## Beziehungen zu Fan-Übersetzern
MangaGamer hat als Vermittler in Gesprächen zwischen mehreren Fan-Übersetzungsgruppen und japanischen Spieleentwicklern gedient, die in Vereinbarungen endeten, die von Fans entworfenen Übersetzungen offiziell über MangaGamer zu veröffentlichen. Zu ihren Spielen gehören Kara no Shōjo von Innocent Grey und Ef: A Fairy Tale of the Two. von Minori.
MangaGamer vertrieb eine Zeit lang auch die japanischen Versionen mehrerer Spiele des Dōjin-Kreises 07th Expansion (Umineko no Naku Koro ni, Higanbana no Saku Yoru ni, Rose Guns Days) zur ausdrücklichen Verwendung der jeweiligen englischen Fan-Übersetzungen.

## Distribution
Ursprünglich verkaufte MangaGamer seine Titel ausschließlich digital über ihre Website und dies ist nach wie vor der primäre Veröffentlichungskanal.
Während der Anime Expo 2010 und Otakon 2010 wurden physische Datenträger mit den ersten vier Spielen der Higurashi When They Cry-Serie und Kira Kira All-Ages verkauft. Diese Spiele wurden später von HimeyaShop und Hendane!.com verkauft.
Im Januar 2011 wurde eine Zusammenarbeit zwischen Hendane!.com und MangaGamer angekündigt, die zum Verkauf von physischen Kopien der Da Capo Limited Edition über Hendane!.com führte. Im Juli 2011 wurde J-List der primäre nordamerikanische Vertreiber von physischen Kopien für alle aktuellen MangaGamer-Titel, außer Da Capo LE. Etwa zur gleichen Zeit eröffnete MangaGamer einen eigenen Webshop für physische Kopien, der sich an europäische Kunden richtet.

## Produktverzeichnis
| Verkaufstitel | Japanischertitel                                                         | Entwickler                | Veröffentlichungsdatum | Anmerkungen |
| --- | ------------------------------------------------------------------------ | ------------------------- | ---------------------- | --- |
| Edelweiss | エーデルワイス                                                           | Overdrive                 | 10. Juli 2008          | Wiederveröffentlichung am 2. September 2011 mit einer neuen und verbesserten Übersetzung                                          |
| Which girl should I choose?                                                                                      | ひなたぼっこ                                                             | Tarte                     | 10. Juli 2008          | |
| My sex slave is a classmate                                                                                      | 僕の牝秘書は同級生                                                       | Liquid                    | 24. Juli 2008          | Entfernt von MangaGamer's Website am 4. Juni 2009, wiederhergestellt am 30. Oktober 2009                                          |
| Tasty Shafts | 美味しい棒が2本                                                          | Psycho                    | 10. Dezember 2008      | |
| Shera, My Witch                                                                                                  | さっきゅば☆SOON!                                                         | Score                     | 20. Dezember 2008      | |
| Da Capo | D.C.～ダ・カーポ～                                                       | Circus                    | 25. Dezember 2008      | Gedruckte Ausgabe in limitierter Auflage, veröffentlicht am 29. März 2011                                                         |
| Suika A.S+ | 水夏A.S＋~SUIKA~                                                         | Circus & Moonstone        | 25. April 2009         | |
| Kira Kira | キラ☆キラ                                                                | Overdrive                 | 24. Juni 2009          | |
| Shuffle! | Shuffle!                                                                 | Navel                     | 15. August 2009        | |
| Suck my dick or die!                                                                                             | 凌辱ゲリラ狩り                                                           | Liquid                    | 30. Oktober 2009       | Am 4. Juni 2009 von der MangaGamer-Website entfernt, am 30. Oktober 2009 wiederhergestellt und veröffentlicht                     |
| Higurashi When They Cry                                                                                          | ひぐらしのなく頃に                                                       | 07th Expansion            | 15. Dezember 2009      | Enthält die ersten vier Spiele der Serie                                                                                          |
| Soul Link | ソウルリンク                                                             | Navel                     | 28. Dezember 2009      | |
| Sandwiched by my wife and her sister                                                                             | 姉妹丼～汁だくで～                                                       | Psycho                    | 20. Januar 2010        | |
| Kira Kira All-Ages Version                                                                                       | キラ☆キラ                                                                | Overdrive                 | 31. Januar 2010        | Übersetzung für die von Mtrix veröffentlichte iOS-Version                                                                         |
| Cosplay Alien | コスってエイリアン -誘惑のコスプレH-                                     | Score                     | 20. Februar 2010       | |
| Higurashi When They Cry Kai "Meakashi"                                                                           | ひぐらしのなく頃に解 目明し編                                            | 07th Expansion            | 28. Februar 2010       | |
| Edelweiss Eiden Fantasia                                                                                         | エーデルワイス 詠伝ファンタジア                                          | Overdrive                 | 20. März 2010          | Edelweiss fandisc |
| Higurashi When They Cry Kai "Tsumihoroboshi"                                                                     | ひぐらしのなく頃に解 罪滅し編                                            | 07th Expansion            | 15. April 2010         | |
| Kira Kira Curtain Call                                                                                           | キラ☆キラ カーテンコール                                                 | Overdrive                 | 30. April 2010         | Kira Kira Fortsetzung und Fandisc                                                                                                 |
| Higurashi When They Cry Kai "Minagoroshi"                                                                        | ひぐらしのなく頃に解 皆殺し編                                            | 07th Expansion            | 31. Mai 2010           | |
| Higurashi When They Cry Kai "Matsuribayashi"                                                                     | ひぐらしのなく頃に解 祭囃し編                                            | 07th Expansion            | 15. Juli 2010          | |
| Da Capo Innocent Finale                                                                                          | D.C.I.F.～ダ・カーポ～イノセントフィナーレ                               | Circus                    | 30. November 2010      | Da Capo "alternative Version" mit dem Fokus auf Kotori Shirakawa                                                                  |
| Da Capo 2 | D.C.II ～ダ・カーポII～                                                  | Circus                    | 24. Dezember 2010      | Gedruckte Ausgabe in limitierter Auflage, veröffentlicht am 1. Juli 2011                                                          |
| Higurashi When They Cry Kai Bundle Pack                                                                          | ひぐらしのなく頃に解                                                     | 07th Expansion            | 10. Februar 2011       | Die letzten vier Spiele gebündelt                                                                                                 |
| Koihime Musou: A Heart-Throbbing, Maidenly Romance of the Three Kingdoms                                         | 恋姫†無双～ドキッ☆乙女だらけの三国志演義～                               | BaseSon                   | 28. Februar 2011       | Es wurde ohne Stimmen veröffentlicht, aber nach 2.000 verkauften Exemplaren wurde ein Update angekündigt, um Stimmen hinzuzufügen |
| Guilty: The SiN                                                                                                  | 罪囚-The SiN-                                                            | Tactics                   | 14. März 2011          | |
| Kotori Love Ex P                                                                                                 | ことり Love Ex P                                                         | Circus                    | 29. April 2011         | Da Capo fan disc, ein Bündel verschiedener Kapitel aus dem gesamten Franchise, das sich auf Kotori Shirakawa konzentriert         |
| Kara no Shoujo                                                                                                   | 殻ノ少女                                                                 | Innocent Grey             | 29. Juni 2011          | Ursprünglich ohne Stimmen veröffentlicht (später als neue Version oder Upgrade/Patch veröffentlicht)                              |
| We Love Master!                                                                                                  | ご主人様だーいすき                                                       | Score                     | 1. August 2011         | |
| Go! Go! Nippon! ~My First Trip to Japan~                                                                         | ゴー！ゴー！日本！                                                       | Overdrive                 | 30. September 2011     | Ursprünglich für den englischen Markt geschrieben                                                                                 |
| Conquering the Queen                                                                                             | 魔将の贄                                                                 | Liquid                    | 28. Oktober 2011       | |
| Harem Party | ハーレム☆パーティー                                                      | Tactics                   | 25. November 2011      | |
| Deardrops | ディアドロップス                                                         | Overdrive                 | 2. März 2012           | |
| Magical Teacher: My Teacher's a Mage?                                                                            | まじかるティーチャー 先生は魔女?                                         | Score                     | 13. April 2012         | |
| Dengeki Stryker                                                                                                  | 電激ストライカー                                                         | Overdrive                 | 22. Juni 2012          | |
| Ef: The First Tale.                                                                                              | Ef: The First Tale.                                                      | Minori                    | 27. Juli 2012          | |
| Sexy Demon Transformation                                                                                        | 子作り妖怪H変化～乙女を犯す憑依合体～                                    | Softhouse-Seal            | 14. September 2012     | |
| Boob Wars: Big Boobs vs Flat Chests                                                                              | おっぱい戦争 -巨乳VS貧乳-                                                | Softhouse-Seal            | 19. Oktober 2012       | |
| Otoboku - Maidens Are Falling for Me!                                                                            | 処女はお姉さまに恋してる                                                 | Caramel Box               | 23. November 2012      | |
| Slave Witch April ~Sexy Magic Training~                                                                          | 隷属の魔女エイプリル～淫辱の魔法調教～                                   | Aconite                   | 21. Dezember 2012      | |
| SSSS: Super Secret Sexy Spy                                                                                      | 中出しスパイの挿入捜査 -子宮の平和は俺が守る!-                           | Softhouse-Seal            | 3. April 2013          | |
| Tick! Tack! | Tick! Tack!                                                              | Navel                     | 26. April 2013         | |
| Orion Heart | オリオンハート～淫辱のスク水セーラー戦士～                               | Portion                   | 24. Mai 2013           | |
| Throb! The Greatest Inventions of the Sexy Era! ~Second Science Club–A Secret Society of Love, Rage, and Sorrow~ | 轟け性紀の大発明 愛と怒りと悲しみの秘密結社第二科学部                    | Softhouse-Seal            | 21. Juni 2013          | |
| Harukoi Otome ~Greetings from the Maidens' Garden~                                                               | 春恋＊乙女～乙女の園でごきげんよう。～                                   | BaseSon                   | 9. Aug. 2013           | |
| Eroge! Sex and Games Make Sexy Games                                                                             | えろげー！～Hもゲームも開発三昧～                                        | Clockup                   | 13. September 2013     | |
| Umineko no Naku Koro ni                                                                                          | うみねこのなく頃に                                                       | 07th Expansion            | 4. Oktober 2013        | Japanische Version |
| Umineko no Naku Koro ni Chiru                                                                                    | うみねこのなく頃に散                                                     | 07th Expansion            | 4. Oktober 2013        | Japanische Version |
| Cum on! Bukkake Ranch! ~Rear Elementals Into Wet, Horny Girls!~                                                  | セーエキ！ぶっかけ牧場！ ～お汁いっぱい、精霊達をHに飼イク！～           | Softhouse-Seal            | 18. Oktober 2013       | |
| Ruby Striker | ルビーストライカー                                                       | MorningStar               | 25. Oktober 2013       | |
| Demon Master Chris                                                                                               | デーモンマスタークリス                                                   | Nyaatrap                  | 31. Oktober 2013       | |
| Touma Kojirou's Detective File -Murder at the Opera House-                                                       | 冬馬小次郎の探偵FILE ～オペラ座の怪人殺人事件～                          | Softhouse-Seal            | 28. Nov. 2013          | |
| Warrior Princess Asuka                                                                                           | 闘姫隷嬢 アスカ ～爆乳王女に絡みつく触手とスライム                       | MorningStar               | 29. Nov. 2013          | |
| Ef: The Latter Tale.                                                                                             | Ef: The Latter Tale.                                                     | Minori                    | 20. Dez. 2013          | |
| Valkyrie Svia | 戦乙女スヴィア                                                           | Black Lilith              | 24. Jan. 2014          | |
| Rose Guns Days                                                                                                   | ローズガンズデイズ                                                       | 07th Expansion            | 7. Februar 2014        | Japanische Version |
| Higanbana no Saku Yoru ni                                                                                        | 彼岸花の咲く夜に                                                         | 07th Expansion            | 7. Februar 2014        | Japanische Version |
| Ultimate☆Boob Wars!! ~Big Breasts vs Flat Chests~                                                                | ぜったい最胸☆おっぱい戦争!! ～巨乳王国vs貧乳王国～                       | Softhouse-Seal GRANDEE    | 21. Februar 2014       | |
| Chou Dengeki Stryker                                                                                             | 超電激ストライカー                                                       | Overdrive                 | 28. März 2014          | |
| Milles, Knight of Anal Tyranny ~Impregnated by Lusty Tentacles at the Ends of Oblivion~                          | 肛虐の騎士ミレス -忘却の果て、淫触受胎-                                  | Devil-Seal                | 25. April 2014         | |
| Lapis Gunner | ラピスガンナー                                                           | MorningStar               | 9. Mai 2014            | |
| Really? Really!                                                                                                  | Really? Really!                                                          | Navel                     | 6. Juni 2014           | |
| Hypno-training My Mother and Sister                                                                              | 母妹催淫恥育 ～こんな俺に疼いて悶えろ!                                   | Ame no Murakumo           | 20. Juni 2014          | |
| Armored Warrior Iris                                                                                             | 装甲騎女イリス                                                           | Black Lilith              | 18. Juli 2014          | |
| Imouto Paradise!                                                                                                 | 妹ぱらだいす！～お兄ちゃんと5人の妹のエッチしまくりな毎日～              | Moonstone Cherry          | 22. August 2014        | |
| Obscene Medical Records of a Married Nurse                                                                       | 人妻ナースの淫落カルテ                                                   | Ame no Murakumo           | 5. September 2014      | |
| d2b VS DEARDROPS -Cross the Future-                                                                              | d2b VS DEARDROPS -Cross the Future-                                      | Overdrive                 | 26. September 2014     | |
| Cartagra ~Affliction of the Soul~                                                                                | カルタグラ～ツキ狂イノ病～                                               | Innocent Grey             | 31. Oktober 2014       | |
| Royal Guard Melissa                                                                                              | 孤高騎士メリッサ～反逆女騎士異種姦陥落～                                 | MorningStar               | 14. November 2014      | |
| Secret Sorrow of the Siblings                                                                                    | 兄妹秘哀 ～イヤなのに、カンじちゃう～                                    | Appetite                  | 28. November 2014      | |
| Space Pirate Sara                                                                                                | 宇宙海賊サラ                                                             | Black Lilith              | 26. Dezember 2014      | |
| Eden* They Were Only Two, On The Planet                                                                          | Eden* They Were Only Two, On The Planet                                  | Minori                    | 30. Januar 2015        | |
| No, Thank You!!!                                                                                                 | No, Thank You!!!                                                         | parade                    | 27. Februar 2015       | |
| Princess Evangile                                                                                                | プリンセスエヴァンジール                                                 | Moonstone                 | 27. März 2015          | |
| Amber Breaker | アンバーブレイカー                                                       | MorningStar               | 17. April 2015         | |
| Forbidden Love with My Wife’s Sister                                                                             | 嫁の妹との淫愛～妻に隠れて交わる夫と義妹～                               | Appetite                  | 29. Mai 2015           | |
| Free Friends | フリフレ                                                                 | Noesis                    | 26. Juni 2015          | |
| Sweet Sweat in Summer                                                                                            | 夏色蜜汗 ～えっちな少女としたたる匂い～                                  | Ammolite                  | 31. Juli 2015          | |
| Asuka Final Chapter                                                                                              | 闘姫隷嬢アスカ最終章 終わりなき母娘主従改造産卵地獄                      | MorningStar               | 28. August 2015        | |
| A Kiss for the Petals - Remember How We Met                                                                      | その花びらにくちづけを 出逢った頃の思い出に                              | St. Michael Girls’ School | 25. September 2015     | |
| Go! Go! Nippon! ver.2015                                                                                         | ゴー！ゴー！日本！ ver.2015                                              | Overdrive                 | 16. Oktober 2015       | |
| Kara no Shoujo: The Second Episode                                                                               | 虚ノ少女                                                                 | Innocent Grey             | 30. Oktober 2015       | |
| Euphoria | ユーフォリア                                                             | Clockup                   | 27. November 2015      | |
| Gahkthun of the Golden Lightning -What a radiant brave-                                                          | 黄雷のガクトゥーン -What a shining braves-                               | Liar-soft                 | 23. Dezember 2015      | |
| Free Friends 2                                                                                                   | フリフレ2                                                                | Noesis                    | 26. Januar 2016        | |
| Kindred Spirits on the Roof                                                                                      | 屋上の百合霊さん                                                         | Liar-soft                 | 12. Februar 2016       | |
| Beat Blades Haruka                                                                                               | 超昂閃忍ハルカ                                                           | AliceSoft                 | 1. März 2016           | |
| Tokyo Babel | 東京バベル                                                               | Propeller                 | 31. März 2016          | |
| Ozmafia!! | Ozmafia!!                                                                | Poni-Pachet               | 29. April 2016         | |
| House in Fata Morgana                                                                                            | ファタモルガーナの館                                                     | Novectacle                | 13. Mai 2016           | |
| My Boss' Wife is My Ex                                                                                           | 上司の妻は、元カノでした ～嫌がりながらも、枕営業に溺れていくアフター5～ | Appetite                  | 31. Mai 2016           | |
| Supipara - Alice the magical conductor. Chapter #01 - Spring Has Come!                                           | すぴぱら                                                                 | Minori                    | 29. Juli 2016          | |
| Myth | Myth                                                                     | Circletempo               | 28. Oktober 2016       | |
| Himawari -Pebble in the Sky-                                                                                     | ひまわり -Pebble in the Sky-                                             | Blank Note                | 9. Dezember 2016       | |
| Da Capo 3 R | D.C.III R ～ダ・カーポIIIアール～                                        | Circus                    | 20. Januar 2017        | |
| Da Capo 3 R X-Rated                                                                                              | D.C.III R ～ダ・カーポIIIアール～X-rated                                 | Circus                    | 20. Jan. 2017          | |
| Kuroinu - Chapter 1                                                                                              | 黒獣～気高き聖女は白濁に染まる～                                         | Liquid                    | 31. März 2017          | |
| Shadows of Pygmalion                                                                                             | 願いの欠片と白銀の契約者                                                 | Propeller                 | 24. Februar 2017       | |
| Princess Evangile W Happiness                                                                                    | プリンセスエヴァンジールWハピネス                                        | Moonstone                 | 28. Juli 2017          | |
| Kuroinu - Chapter 2                                                                                              | 黒獣～気高き聖女は白濁に染まる～                                         | Liquid                    | 17. November 2017      | |
| Imouto Paradise 2                                                                                                | 妹ぱらだいす！2 ～お兄ちゃんと5人の妹のも～っと！エッチしまくりな毎日～  | Moonstone Cherry          | 22. Dezember 2017      | |
| Kuroinu - Chapter 3                                                                                              | 黒獣～気高き聖女は白濁に染まる～                                         | Liquid                    | 31. Mai 2018           | |
| Trinoline | トリノライン                                                             | Minori                    | 18. April 2019         | |
| Bokuten – Why I Became an Angel                                                                                  | 僕が天使になった理由                                                     | Overdrive                 | 21. Dezember 2019      | |
| Beat Angel Escalayer R                                                                                           | 超昂天使エスカレイヤー・リブート                                         | AliceSoft                 | TBA                    | |